# Метельский, Дмитрий Савельевич
Дми́трий Саве́льевич Мете́льский (2 декабря 1921, с. Фёдоровка, Антонинская волость, Заславский уезд, Волынская губерния, Украинская ССР — 29 марта 2004, с. Многоцветное, Тайыншинский район, Северо-Казахстанская область, Казахстан) — бригадир совхоза «Победа» Красноармейского района Кокчетавской области. Герой Социалистического Труда (1967).

## Биография
Родился в 1921 году в крестьянской семье в селе Фёдоровка Антонинской волости Заславского уезда Волынской губернии (ныне — Красиловский район Хмельницкая область, Украина).
С 1938 года проживал в Краснознаменском районе (ныне — Егиндыкольский район) Казахской ССР, где работал в сельскохозяйственной артели «12 лет Октября» Краснознаменского района.
Участвовал в Великой Отечественной войне. После демобилизации возвратился в Казахстан, где работал бригадиром тракторной бригады в совхозе «Победа» Краснознаменского района.
Бригада под руководством Дмитрия Метельского ежегодно перевыполняла производственный план по обработке пахотной земли. Указом Президиума Верховного Совета СССР от 19 апреля 1967 года за достигнутые успехи в увеличении производства и заготовок зерна в 1966 году удостоен звания Героя Социалистического Труда с вручением ордена Ленина и золотой медали «Серп и Молот».
Умер в 2004 году, похоронен в селе Многоцветное Тайыншинского района.

## Награды
- Герой Социалистического Труда — указом Президиума Верховного Совета СССР от 19 апреля 1967 года
- Орден Ленина